# Антоніо Ольмо
Антоніо Ольмо (ісп. Antonio Olmo, нар. 18 січня 1954, Сабадель) — іспанський футболіст, що грав на позиції захисника. По завершенні ігрової кар'єри — тренер.
Більшу частину кар'єри провів у «Барселоні», ставши дворазовим володарем Кубка кубків УЄФА, а також виступав за збірну Іспанії, у складі якої був учасником чемпіонату світу, Європи та Олімпійських ігор.

## Клубна кар'єра
Народився 18 січня 1954 року в місті Сабадель. Вихованець юнацьких команд футбольних клубів «Сабадель» та «Барселона». З 1971 року виступав за резервну команду «Барселона Б», в якій провів п'ять сезонів у другому та третьому іспанському дивізіон, а також протягом сезону 1972/73 років захищав кольори аматорського клубу «Калелья».
Дебютував за основну команду «Барси» у Прімері 5 вересня 1976 року в домашній грі проти «Лас-Пальмаса» (4:0). Відразу ж захисник закріпився в основі, провівши 32 матчі в тому чемпіонаті. Антоніо утворив сильну зв'язку захисників з Мігелі і до 1982 року був важливим для команди гравцем. Роль Ольмо зменшилася з приходом іншого захисника, Алешанко. В останніх двох сезонах Антоніо майже не грав, і після чемпіонату 1983/84, у віці 30 років, він завершив кар'єру. За 8 сезонів в «Барселоні» Ольмо зіграв 188 матчів в Прімері і забив 4 голи. За цей час Ольмо три рази ставав володарем Кубка Іспанії і ще по одному разу Суперкубка та Кубка ліги. Крім того, він зміг двічі виграти з «Барсою» Кубок володарів кубків у 1979 та 1982 роках.

## Виступи за збірні
1976 року Ольмо у складі олімпійської збірної Іспанії поїхав у Монреаль на XXI літні Олімпійські ігри, де зіграв у двох матчах, а іспанці програли обидві гри і не подолали груповий етап. Також виступав за юнацьку та молодіжну збірні.
8 лютого 1977 року дебютував в офіційних матчах у складі національної збірної Іспанії в товариській грі проти Ірландії (1:0).
У складі збірної був учасником чемпіонату світу 1978 року в Аргентині та чемпіонату Європи 1980 року в Італії, зігравши на турнірах 2 і 1 матч відповідно, а команда в обох випадках не подолала груповий етап.
Загалом протягом кар'єри у національній команді, яка тривала 4 роки, провів у її формі 13 матчів.

## Кар'єра тренера
По завершенні кар'єри гравця залишився у «Барселоні», де працював з молодіжними командами (U12, U15, U17). Під його керівництвом навчались такі майбутні зірки «Барси як» Хосеп Гвардіола, Хаві Ернандес, Пепе Рейна, Віктор Вальдес, Серхі Бархуан, Йорді Кройф та інші.
У сезоні 1991/92 очолював команду «Сабадель» з другого іспанського дивізіону, а потім працював з молодіжними складами цієї команди.
| Дата       | Місто          | Господарі | Результат | Гості      | Турнір             | Голи | Примітки |
| ---------- | -------------- | --------- | --------- | ---------- | ------------------ | ---- | -------- |
| 9-2-1977   | Дублін         | Ірландія  | 0 – 1     | Іспанія    | товариський матч   | -    | 46'      |
| 30-11-1977 | Белград        | Югославія | 0 – 1     | Іспанія    | Відбір до ЧС 1978  | -    | 13'      |
| 25-1-1978  | Мадрид         | Іспанія   | 2 – 1     | Італія     | товариський матч   | -    | 46'      |
| 24-5-1978  | Монтевідео     | Уругвай   | 0 – 0     | Іспанія    | товариський матч   | -    |          |
| 7-6-1978   | Мар-дель-Плата | Бразилія  | 0 – 0     | Іспанія    | ЧС 1978 - 1-й етап | -    |          |
| 11-6-1978  | Мадрид         | Іспанія   | 1 – 0     | Швеція     | ЧС 1978 - 1-й етап | -    | 46'      |
| 4-10-1978  | Загреб         | Югославія | 1 – 2     | Іспанія    | Відбір до ЧЄ 1980  | -    | 34'      |
| 8-11-1978  | Париж          | Франція   | 1 – 0     | Іспанія    | товариський матч   | -    |          |
| 9-12-1979  | Лімасол        | Кіпр      | 1 – 3     | Іспанія    | Відбір до ЧЄ 1980  | -    |          |
| 23-1-1980  | Віго           | Іспанія   | 1 – 0     | Нідерланди | товариський матч   | -    |          |
| 13-2-1980  | Малага         | Іспанія   | 0 – 1     | НДР        | товариський матч   | -    |          |
| 26-3-1980  | Барселона      | Іспанія   | 0 – 2     | Англія     | товариський матч   | -    | 65'      |
| 18-6-1980  | Неаполь        | Іспанія   | 1 – 2     | Англія     | ЧЄ 1980 - 1-й етап | -    |          |
| Усього     |                | Матчів    | 13        |            | Голів              | 0    |          |

## Титули і досягнення
- Володар Кубка Іспанії (1):

«Барселона»: 1977/78, 1980/81, 1982/83
- Володар Суперкубка Іспанії (1):

«Барселона»: 1983
- Володар Кубка Кубків УЄФА (2):

«Барселона»: 1978/79, 1981/82